# The Mills of the Kavanaughs
The Mills of the Kavanaughs – trzeci z kolei (po Land of Unlikeness i wyróżnionym Nagrodą Pulitzera Lord Weary’s Castle) tomik amerykańskiego poety Roberta Lowella, opublikowany w 1951. Zbiorek powstał w trudnym dla poety okresie, po rozwodzie z Jean Stafford, odejściu z Kościoła katolickiego i ślubie z Elizabeth Hardwick, gdy doświadczał nawracających trudności psychicznych. Utwory składające się na tomik są monologami dramatycznymi w stylu Roberta Browninga i Roberta Frosta. Tom jest oceniany niżej niż dwa poprzednie zbiorki. Obok tytułowego poematu The Mills of the Kavanaughs zawiera między innymi wiersze Falling Asleep over the Aeneid, Her Dead Brother, Mother Marie Therese, David and Bathsheba in the Public Garden, The Fat Man in the Mirror i Thanksgiving's Over.
Poeta posługuje się wierszem białym (blank verse). Kolejnym tomikiem Lowella był Life Studies.